# Снафф (видео)
Снафф-фильм, снафф-видео (англ. snuff film, snuff movie, snuff video) — тип кинематографа, часто откровенного, в котором показываются сцены реального убийства и изнасилования. Концепция снафф-фильмов стала известна широкой публике в 1970-х годах, когда появилась городская легенда, утверждавшая, что подпольная индустрия производит такие фильмы для получения прибыли. Слухи усилились в 1976 году после выхода фильма «Снафф», который использовал эту легенду в своей маркетинговой кампании. Но в фильме, как и в других подобных, использовались спецэффекты для имитации убийства. По данным сайта Snopes, занимающегося проверкой фактов, не существует ни одного подтверждённого примера настоящего коммерческого снафф-фильма. Видеозаписи реальных убийств были доступны общественности, как правило, через Интернет; однако эти видеозаписи были сделаны и транслировались убийцами либо для собственного удовлетворения, либо в пропагандистских целях, а не для получения финансовой выгоды.

## Определение
Снафф-фильм — это фильм в предположительно существующем жанре фильмов, в котором реальное убийство человека снимается на камеру, хотя некоторые варианты определения могут включать фильмы, в которых показана смерть людей в результате самоубийства. Снафф-фильмы могут быть порнографическими, их якобы снимают с целью получения финансовой выгоды, но они «распространяются среди нездоровых людей с целью развлечения». Словарь Collins English Dictionary определяет «снафф-фильм» как «порнографический фильм, в котором ничего не подозревающая актриса или актёр убиты в кульминационный момент фильма», Кембриджский словарь даёт более широкое значение — «жестокий фильм, в котором показано настоящее убийство».
Журнал о фильмах ужасов Fangoria определил снафф-фильм как «фильмы, в которых человека убивают на камеру. Убийство преднамеренное, его снимают с целью заработать деньги. Часто в убийстве присутствует сексуальный аспект… либо конечный продукт используется для сексуального удовлетворения». Фильмы с подлинными, но случайными смертями «не считаются снаффом, потому что эти смерти не были запланированы. Другие смерти на видео, такие как обезглавливание жертв террористами, делаются для демонстрации идеологии, а не для заработка денег».

## Реальность
Существует некоторое количество видеозаписей казней и смертей на войне, но в этих случаях смерть не была специально инсценирована для получения финансовой выгоды или развлечения. В Интернете появилось множество «любительских» фильмов с убийствами. Однако такие фильмы создаются убийцами для того, чтобы произвести впечатление на зрителей или для собственного удовлетворения, а не для получения финансовой прибыли. Некоторые специализированные сайты показывают видео реальных убийств с целью получения прибыли, поскольку их шокирующая ценность привлекает аудиторию; но эти сайты не управляются самими исполнителями убийств.
По мнению Snopes, идея о существовании «индустрии снафф-фильмов», тайно производящей подобные «развлечения» с целью получения денежной прибыли, абсурдна, поскольку «снимать убийство на плёнку было бы в лучшем случае безрассудством. Только самый ненормальный задумается о том, чтобы сохранить для присяжных идеальную видеозапись преступления, за которое он может пойти к палачу. Даже если он будет держаться подальше от камеры, в такой фильм попадёт слишком много информации о том, кто убийца, как и где было совершено убийство, и эти детали быстро приведут полицию к нужной двери».
Fangoria назвала снафф-фильмы «мифом» и «тактикой устрашения, придуманной СМИ для запугивания публики».

## Истории появления концепции

### Истоки городской легенды
В английском языке существительное «snuff» первоначально означало ту часть фитиля свечи, которая уже сгорела, а глагол «snuff» означал избавиться от этой части фитиля и как следствие, погасить или убить. Слово использовалось в этом значении в английском сленге на протяжении сотен лет. В 1874 году оно было определено как «термин, очень распространённый среди низших слоев населения Лондона, означающий смерть от болезни или несчастного случая».
Профессор киноведения Боаз Хейгин утверждает, что концепция фильмов, демонстрирующих реальные убийства, возникла на несколько десятилетий раньше, чем принято считать, как минимум в 1907 году. В том году польско-французский писатель Гийом Аполлинер опубликовал рассказ «Хорошее кино» (англ. A Good Film) о фотожурналистах, которые инсценируют и снимают убийство из-за увлечения криминальными новостями; в рассказе публика верит, что убийство настоящее, но полиция устанавливает, что преступление было инсценировано. Хейгин также утверждает, что в фильме «Телесеть» (1976) по сюжету демонстрируется постановочный снафф-фильм, когда руководители телевизионных новостей организовывают убийство ведущего новостей в прямом эфире, чтобы поднять рейтинги.
По словам кинокритика Джеффри О'Брайена, «независимо от того, существуют ли на самом деле коммерчески распространяемые снафф-фильмы, возможность их создания подразумевается в стандартном мотиве фильмов категории B о безумном художнике, убивающем своих моделей, как в фильмах „Бадья крови“ (1959), „Раскрась меня кроваво-красным“ (1965) или „Убитые Биллом“ (1967)». Точно так же главный герой фильма «Подглядывающий» (1960) снимает убийства, которые он совершает, хотя делает это в рамках своей мании, а не ради финансовой выгоды: в статье 1979 года в The New York Times его деятельность описывается как создание «частных снафф-фильмов».

## Происхождение термина
Впервые термин снафф-фильм был использован в 1971 году Эдом Сандерсом в книге The Family: The Story of Charles Manson’s Dune Buggy Attack Battalion. В ней автор утверждает, что секта Чарльза Мэнсона (The Manson Family), известная как «Семья», снимала свои преступления на плёнку и участвовала в создании снафф-фильма в Калифорнии.
Керекес и Слейтер, авторы книги «Убийство за культуру: иллюстрированная история смертельных фильмов от мондо до снаффа», дают определение:

Снафф-фильмы изображают убийство человека — человеческую жертву (без помощи спецэффектов или других способов обмана), увековечиваемую для фильма и распространяемую среди немногих пресытившихся с целью их развлечения.

## Случаи настоящих снафф-видео
- Лука Маньотта — 25 мая 2012 Лука пригласил к себе домой 33-летнего студента факультета инженерии и информатики по обмену из Китая Линь Цзюня. Усыпив жертву, включил камеру и заснял убийство, после убийства надругался над трупом[13]. Видео было загружено на сайт bestgore и называлось 1 lunatic — 1 ice pick (1 сумасшедший — 1 нож для колки льда). До данного инцидента был известен видеороликами, в которых убивал кошек.
- Питер Скалли — австралийский растлитель детей. Наиболее шокирующей записью-трансляцией Скалли стала получившая название Daisy’s Destruction, проданная клиентам за 10 000 долларов. Сделанная в 2012 году запись, состоявшая из нескольких частей, была настолько жестокой, что некоторое время считалась городской легендой. На этой записи запечатлены пытки и насилие со стороны Скалли и нескольких его филиппинских сообщников по отношению к нескольким девочкам, трем старшим из которых было 12 лет, 11 лет и 18 месяцев. При этом наиболее жестокие действия совершает сообщница Маргалло, девятнадцатилетняя девушка, в прошлом жертва детской проституции.
- 9 марта 2001 года Армин Майвес встретился с Юргеном Брандесом. Оба мужчины встретились из-за каннибалистских наклонностей, где Брандес сыграл роль жертвы. Майвес разделывал Брандеса по частям, пока тот не начал терять много крови, после чего первый окончил страдания теряющего сознание Юргеса и повесил его тело на мясной крюк. Данный процесс был записан на камеру. Длина записи составляет примерно четыре часа. Неизвестно, в каких целях Армин Майвес записывал эту плёнку, но в суде данная плёнка была использована как улика против него, и из-за неё были выдвинуты обвинения об «убийстве в целях сексуального удовлетворения» и «надругательством над мёртвым». Плёнка никогда не была выпущена в публику, а потому по сей день считается одним из немногих задокументированных потерянных медиа[англ.] в жанре снафф-видео.
- В 2007 году в Днепропетровске орудовали маньяки Саенко и Супрунюк, на счету которых 21 жертва. Все свои действия они снимали на камеру телефона, одна из записей попала в интернет. На видео, снятом Саенко, видно, как Супрунюк обернул молоток в пакет и сбил им  Алексея  с велосипеда, затем продолжил наносить многократные удары молотком и ножом.  Во время издевательств он был в сознании. Саенко поддерживал своего товарища и смеялся, затем воткнул отвёртку в глаз жертвы, чтобы через глаз повредить мозг. Видео убийства было выложено в интернет из компьютерного клуба. Позже это видео стало очень известным в интернете, в США это видео более известно под названием «3 guys 1 hammer».
- В период с 1964 по 1985 год вожатый Анатолий Сливко убил 7 мальчиков из своего пионерклуба через повешение, а позже глумился над телами мёртвых, все свои убийства он снимал на свою камеру. Маньяк одевал мальчиков в пионерскую форму, растягивал на верёвках, вешал на дереве, наблюдал мучения и конвульсии, после чего проводил реанимационные мероприятия. Выжившие жертвы либо не помнили произошедшего, либо боялись об этом говорить. Детям, которые всё же рассказывали обо всём, никто не верил. Эти материалы послужили прямыми уликами против маньяка.[14]
- С 2010 по 2011 год в городе Иркутске орудовали серийные убийцы Никита Вахтангович Лыткин и Артем Александрович Ануфриев, на их счету 6 убийств и 9 нападений. 3 апреля 2011 года Никита Лыткин и Артём Ануфриев сняли видеоролик с жестоким издевательством над трупом 63-летней бездомной Алевтины Куйдиной, убитой ими несколькими часами ранее около НИИ в Академгородке. На видеозаписи Никита Лыткин подходит к трупу, лежащему на горе мусора, бьет при помощи ножа в глаз, режет кожу. Он пытается извлечь глазные яблоки, однако ему это не удается и он отрезает ухо. Процесс сопровождается обильным комментированием, в шутливой манере. Позднее маньяки подбросили ухо на крыльцо школы №19, в которой сами когда-то обучались. Примерно в то время Ануфриев отослал видеозапись своему интернет-другу из Санкт-Петербурга Илье Устинову, который распространил его в сети. Спустя два дня маньяки были арестованы - дядя Никиты, Владислав Антипов, будучи владельцем камеры, забрал обратно ее у племянника и обнаружил кадры издевательств.

## Ненастоящие снафф-видео
«Подопытная свинка» — серия японских фильмов ужасов, снятых в 1980-х годах. Стилизована под снафф-фильмы.
«Снафф» — американский фильм ужасов, срежиссированный Майклом Финдли и его женой Робертой Финдли. Первоначально фильм задумывался как эксплуатационный фильм, вдохновлённый убийствами, совершёнными семьёй Мэнсона в 1969 году, но он так и не вышел на экраны. Спустя несколько лет были досняты сцены с убийством в финале и картина была разрекламирована как настоящий снафф-фильм.